# نهر تابوا
نهر تابوا (بالبرتغالية: Rio Tapauá)، وهو نهر من ولاية أمازوناس في شمال غرب البرازيل. إنه رافد يسار لنهر بوروس. يتدفق النهر عبر منطقة غابات جورو-بوروس البيئية الرطبة.